# Bettō
Bettō (別当?) è un termine che originariamente indicava il capo di un'istituzione che fungeva temporaneamente come capo di un'altra, ma significa anche il capo a tempo pieno di qualche istituzione. Il samurai del periodo Kamakura Wada Yoshimori, ad esempio, fu il primo bettō dello shogunato Samurai-dokoro.

## Uso religioso del termine
Un bettō era un monaco che eseguiva riti buddisti nei santuari e jingūji (santuari parte di un tempio) prima dello shinbutsu bunri, la legge del periodo Meiji che proibiva la mescolanza di shintoismo e buddismo. Un santuario aveva vari bettō, dal seibettō (monaco capo) allo shūri bettō (monaco incaricato delle riparazioni). Quelli non associati a doveri religiosi erano chiamati zoku bettō. Tra i santuari che hanno nominato bettō ci sono Iwashimizu Hachiman-gū, Tsurugaoka Hachiman-gū e Hakone Jinja. Erano particolarmente comuni nei santuari di Hachiman e gongen e il loro mandato durò tre o sei anni.